# جنگ استقلال لیتوانی
جنگ استقلال لیتوانی (لیتوانیایی: Laisvės kovos)؛ (به انگلیسی Lithuanian Wars of Independence) که به نبرد آزادی نیز شناخته می‌شود به جنگ‌هایی گفته می‌شود که لیتوانی در دفاع برای استقلال خود در پایان جنگ جهانی اول کرده‌است. این جنگ‌ها در ماه‌های اوت ۱۹۱۹ و دسامبر سال ۱۹۱۸ با بلشویک‌ها، در ژوئن تا دسامبر۱۹۱۹ با ارتش برمونتین که خواهان برپایی امپراتوری روسیه بودند و در فاصله ماه‌های ژوئن تا دسامبر سال۱۹۱۹ با لهستانی‌ها به ثبت رسیده‌است.

## پیشینه
بعد از تجزیه لهستان-لیتوانی که در نیمهٔ دوم قرن ۱۸ میلادی (سال ۱۷۹۵) رخ داد و به پایان موجودیت مشترک‌المنافع لهستان-لیتوانی انجامید، لیتوانی به امپراتوری روسیه پیوست. در قرن نوزدهم جنبش ملی لیتوانی شروع شد و در ابتدای قرن بیستم به تأسیس دولت ملی و مستقل لیتوانی انجامید. در اثنای جنگ جهانی اول لیتوانی طی سال‌های ۱۹۱۵ تا ۱۹۱۸ توسط آلمان‌ها اشغال شد. در ۱۶ فوریه ۱۹۱۸، شورای لیتوانی اعلام کرد استقلال خود را مجدداً اعلام کرد. اعلام استقلال لیتوانی توسط آلمان‌ها سرکوب شد ولی در مارس ۱۹۱۸ آلمانی‌ها لیتوانی را به عنوان یکی از اقمار خود پذیرفتند بشرط اینکه ارتش، پلیس و مؤسسه‌های مدنی نداشته باشد. در ۱۱ نوامبر ۱۹۱۸، آلمان در جبهه غرب اش توافق آتش‌بس را امضا کرد و به‌طور رسمی شکست در این جنگ و سلطه بر روی لیتوانی را پذیرفت.

## تشکیل اولین دولت ملی
اولین دولت ملی، به رهبری آگوستین ولدماراس تشکیل شد. او اطلاعیه‌ای صادر کرد که لیتوانی نیازی به نیروی نظامی نداشته، چرا که قصد نداشته در جنگ شرکت کند و فقط به یک نیروی شبه نظامی کوچک نیاز دارد.

## تشکیل ارتش

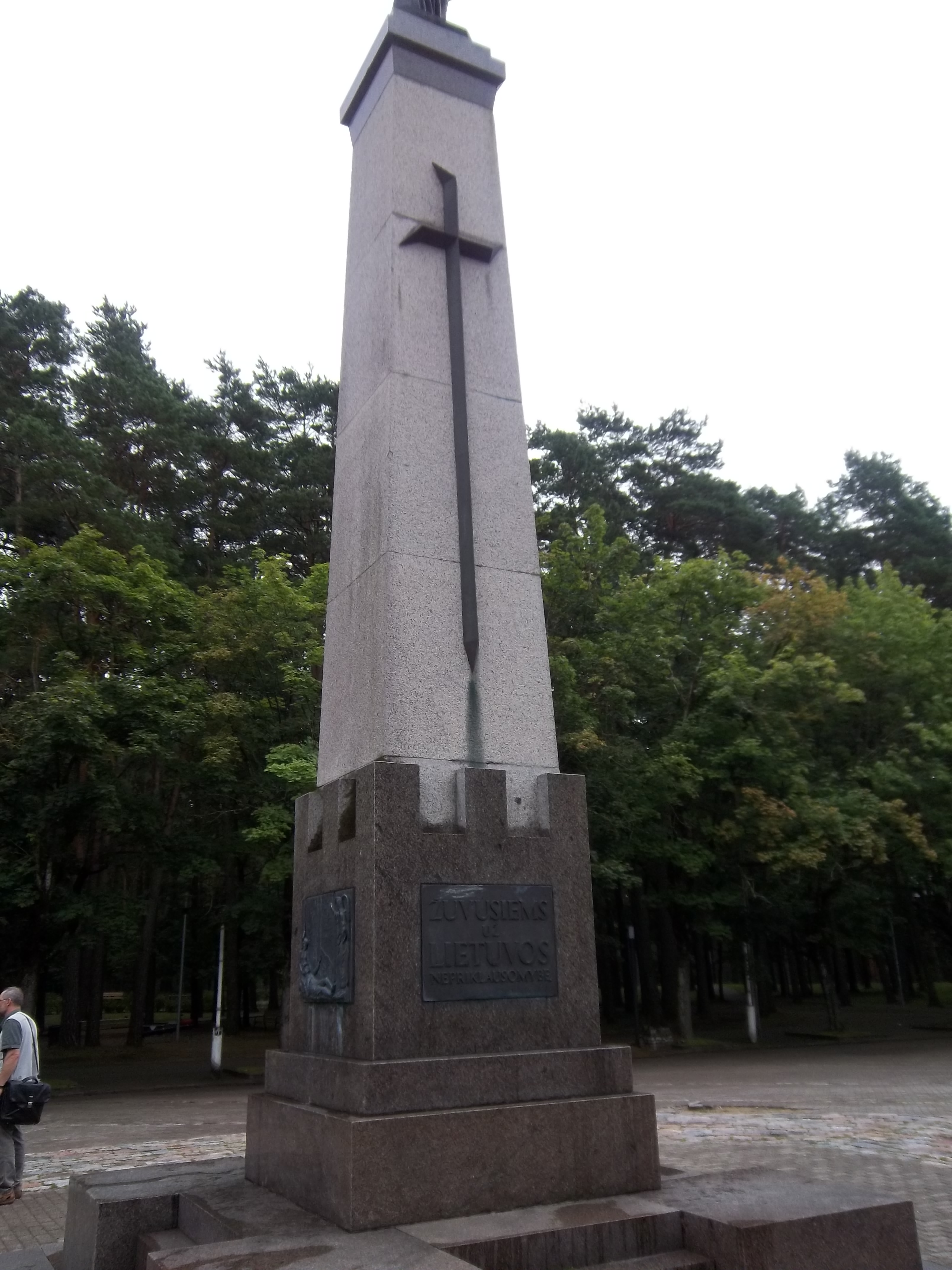
یادواره جنگ در آلیتوس برای گرامیداشت لیتوانیایی‌هایی که در جنگ‌های استقلال لیتوانی جان باختند

اولین قانون برای ایجاد ارتش در تاریخ ۲۳ نوامبر ۱۹۱۸ به تصویب رسید. گسترش و سازمان آن به آرامی انجام شد چرا که کمبود بودجه، اسلحه، مهمات و فرماندهان نظامی با تجربه مانع از چنین گسترشی می‌شد. در ۲۰ دسامبر آنتنا اسمتونا و اگوستین ولدماراس برای درخواست کمک به آلمان رفتند. آلمان به لیتوانی صدها میلیون دلار پرداخت و ساختار ارتش جوان لیتوانی تحت حمایت ارتش آلمان قرار گرفت. بعد از بازگشت این دو، شورای لیتوانی کابینه اگوستین ولدماراس را منحل کرد؛ مایکل اسلزویچ نخست‌وزیر شد و در تاریخ ۲۶ دسامبر ۱۹۱۸ او کابینه اش را تشکیل داد. او به فاصله کوتاهی اعلام کرد که لیتوانی با تهدیدی جدی روبروست و از مردم خواست تا برای دفاع از آن به نیروهای دولتی بپیوندند.
آلمان برای انجام التزامات نظامی نسبت به لیتوانی تلاش کرد یک نیروی داوطلب را در خاک لیتوانی سازماندهی کند ولی این تلاش شکست خورد. تعدادی از داوطلبان به آلمان فرستاده شدند تا آموزش سازماندهی دیگر نیروهای داوطلب را کسب کنند. نهایتاً یک یکان داوطلب تشکیل شد. به این نیروها روزانه ۵ فرانک و ماهانه ۳۰ فرانک داده می‌شد. این یکان در ماه ژانویه ۱۹۱۹ به لیتوانی بازگشت. در پایان ماه ژانویه ۴۰۰ داوطلب به مناطق الوتوس، جوناوا، کداینیای و کاوناس آمدند. آن‌ها شالوده بریگاردهای داوطلب در لیتوانی را تشکیل دادند.
پس از تلاش‌های موفق در جمع‌آوری نیروی داوطلب برای دفاع از مناطق لیتوانی، در ۵ مارس ۱۹۱۹ برای گسترش نیروهای مسلح لیتوانی بسیج نیرو شروع شد. در این بسیج مردان متولد در سال‌های ۱۸۹۷ و ۱۸۹۹ نام‌نویسی می‌شدند. در پایان تابستان ۱۹۱۹، ارتش لیتوانی حدود ۸۰۰۰ رزمنده داشت. طی جنگ‌هایی که به دنبال این بسیج بوقوع پیوست، ۱۷۰۰ داوطلب کشته و بیش از ۲۶۰۰ نفر زخمی شدند و آمار مفقودین به ۸۰۰ نفر رسید. تاریخ نویسان آمار کشته‌ها را ۱۴۴۴ نفر نیز ذکر کرده‌اند.